# 蔣國良
蔣國良（1965年—），是一名已退役中國男子羽球運動員。
1983年，蔣國良與林瑛一起獲得世界羽球錦標賽混合雙打季軍。同年的亞洲羽球錦標賽裡，他與何尚全一起獲得男子雙打冠軍。兩人曾一起代表中國參加1984年湯姆斯盃，在對陣印尼的決賽裡，以14:18、10:15輸給紀明發/陳財富組合。最終中國以2-3輸給印尼而獲得亞軍。
1986年，他在亞洲運動會羽球比賽上與林瑛一起獲得混合雙打銅牌。